# Parque nacional de Rokua
El parque nacional de Rokua (en finés: Rokuan kansallispuisto) es un parque nacional a caballo entre las regiones de Ostrobothnia del Norte y Kainuu, en Finlandia. El parque nacional se encuentra en el lado sur de la colina Rokuanvaara, donde los bosques antiguos de pino crecen en su estado natural. Ocupa 4,3 kilómetros cuadrados, fue creado en 1956. Aproximadamente 23.500 personas lo visitaron en el año 2009.